# Tres dies de De Panne-Koksijde 2014
Els Tres dies de De Panne-Koksijde 2014, 38a edició de la cursa ciclista Tres dies de De Panne-Koksijde, es van disputar entre l'1 i el 3 d'abril de 2014 sobre un recorregut de 531 quilòmetres repartits entre tres etapes, la darrera d'elles dividida en dos sectors, el segon d'ells una contrarellotge individual. La cursa formà part de l'UCI Europa Tour 2014 amb una categoria 2.HC.
El vencedor final fou el belga Guillaume van Keirsbulck (Omega Pharma-Quick Step) que s'imposà per set segons de diferència a l'australià Luke Durbridge (Orica-GreenEDGE), gràcies a la bona contrarellotge individual final. El company de Van Keirsbulck, Gert Steegmans, líder en començar la darrera etapa acabà en tercera posició final.
En les classificacions secundàries Tim de Troyer (Wanty-Groupe Gobert) guanyà la classificació de la muntanya, Sacha Modolo| (Lampre-Merida) la dels punts, gràcies a les dues victòries d'etapa, i Stijn Steels (Topsport Vlaanderen-Baloise) la dels esprints. L'Omega Pharma-Quick Step, amb tres dels quatre primers classificats, fou el millor equip.

## Equips participants
Amb una categoria 2.HC dins l'UCI Europa Tour, els equips UCI ProTeams poden representar fins a un 70% dels equips participants, mentre la resta poden ser equips continentals professionals, equips continentals belgues i un equip nacional belga.
En aquesta ocasió l'organització comunicà el 25 de març de 2014 la llista d'equips participants:
- 10 ProTeams: Astana Qazaqstan Team, Cannondale, Team Europcar, FDJ, Giant-Shimano, Team Katusha, Lampre-Merida, Lotto-Belisol, Omega Pharma-Quick Step, Orica-GreenEDGE
- 9 equips continentals professionals: GW Erco Shimano, Bardiani CSF, Caja Rural-Seguros RGA, MTN Qhubeka, Neri Sottoli, NetApp-Endura, Topsport Vlaanderen-Baloise, UnitedHealthcare, Wanty-Groupe Gobert
- 3 equips continentals: Team 3M, Vastgoedservice-Golden Palace, Veranclassic-Doltcini

## Etapes
| Etapes | Data      | Recorregut          |                           | Km    | Vencedor d'etapa    | Líder de la general            |
| ------ | --------- | ------------------- | ------------------------- | ----- | ------------------- | ------------------------------ |
| 1a     | 1 d'abril | De Panne - Zottegem | Etapa amb murs i pavès    | 201   | Peter Sagan (SVK)   | Peter Sagan (SVK)              |
| 2a     | 2 d'abril | Zottegem - Koksijde | Etapa plana               | 206   | Sacha Modolo (ITA)  | Gert Steegmans (BEL)           |
| 3a A   | 3 d'abril | De Panne - De Panne | Etapa plana               | 109,7 | Sacha Modolo (ITA)  | Gert Steegmans (BEL)           |
| 3a B   | 3 d'abril | De Panne - De Panne | Contrarellotge individual | 14,3  | Maciej Bodnar (POL) | Guillaume van Keirsbulck (BEL) |

## Classificació final
|    | Ciclista                       | Equip                         | Temps       |
| -- | ------------------------------ | ----------------------------- | ----------- |
| 1  | Guillaume van Keirsbulck (BEL) | Omega Pharma-Quick Step       | 11h 38' 16" |
| 2  | Luke Durbridge (AUS)           | Orica-GreenEDGE               | + 7"        |
| 3  | Gert Steegmans (BEL)           | Omega Pharma-Quick Step       | + 8"        |
| 4  | Niki Terpstra (NED)            | Omega Pharma-Quick Step       | + 15"       |
| 5  | Marcel Kittel (GER)            | Giant-Shimano                 | + 21"       |
| 6  | Vincent Jérôme (FRA)           | Team Europcar                 | + 25"       |
| 7  | Mauro Finetto (ITA)            | Neri Sottoli                  | + 27"       |
| 8  | Alexander Kristoff (NOR)       | Team Katusha                  | + 32"       |
| 9  | Rob Ruijgh (NED)               | Vastgoedservice-Golden Palace | + 33"       |
| 10 | Aleksandr Pórsev (RUS)         | Team Katusha                  | + 33"       |

## Evolució de les classificacions
| Etapa | Vencedor      | Classificació general    | Classificació per punts | Classificació de la muntanya | Classificació dels esprints | Classificació per equips | Combativitat   |
| ----- | ------------- | ------------------------ | ----------------------- | ---------------------------- | --------------------------- | ------------------------ | -------------- |
| 1     | Peter Sagan   | Peter Sagan              | Peter Sagan             | Tim de Troyer                | Stijn Steels                | Omega Pharma-Quick Step  | Tim de Troyer  |
| 2     | Sacha Modolo  | Gert Steegmans           | Kenneth Vanbilsen       | Tim de Troyer                | Gert Steegmans              | Omega Pharma-Quick Step  | Gert Steegmans |
| 3a    | Sacha Modolo  | Gert Steegmans           | Sacha Modolo            | Tim de Troyer                | Stijn Steels                | Omega Pharma-Quick Step  | Stijn Steels   |
| 3b    | Maciej Bodnar | Guillaume van Keirsbulck | Sacha Modolo            | Tim de Troyer                | Stijn Steels                | Omega Pharma-Quick Step  | no entregat    |
| Final | Final         | Guillaume van Keirsbulck | Sacha Modolo            | Tim De Troyer                | Stijn Steels                | Omega Pharma-Quick Step  | Stijn Steels   |